# 伊內斯·穆斯塔法
伊內斯·穆斯塔法（Enas Mostafa，1989年1月1日—）是一名埃及角力運動員，主攻女子自由式69公斤級項目。她曾獲得非洲運動會女子自由式69公斤級冠軍。

## 外部連結
- International Wrestling Datbase

,